# Maure màrtir
Maure o Maur va ser un màrtir romà, nen, del segle iii. Segons la tradició l'any 283, va rebre el martiri juntament amb el seu pare, Claudi, tribú que s'havia convertit al cristianisme, la seva mare Hilària i el seu germà Jasó. Tots van convertir-se, juntament amb altres soldats romans, en veure l'enteresa amb què els sants Crisant i Daria havien afrontat el martiri. Impressionats, van voler convertir-se a la fe que aquests professaven.
El prefecte Numerià, assabentat del que passava, va fer matar Claudi, lligant-li una pedra al coll i llençant-lo al Tíber; la resta de convertits van ser portats a una plaça de Roma i els van tallar el cap.

## Tercer patró de València
Malgrat que és un gran desconegut per als seus habitants, Sant Maure és patró de València juntament amb els dos Vicent (Vicent màrtir i Vicent Ferrer). Va ser proclamat com a tal el 7 de juny de 1637
L'any 1599, arriba a València el cos de Sant Maure per iniciativa de Joan de Ribera; va ser soterrat en el Col·legi del Corpus Christi (El Patriarca) on reposen en una capella barroca situada en el costat dret del presbiteri. Encara que la seua festivitat va quedar marcada per al 3 de desembre, a València se celebra el dia 5.

## Patronatge d'Alcoi

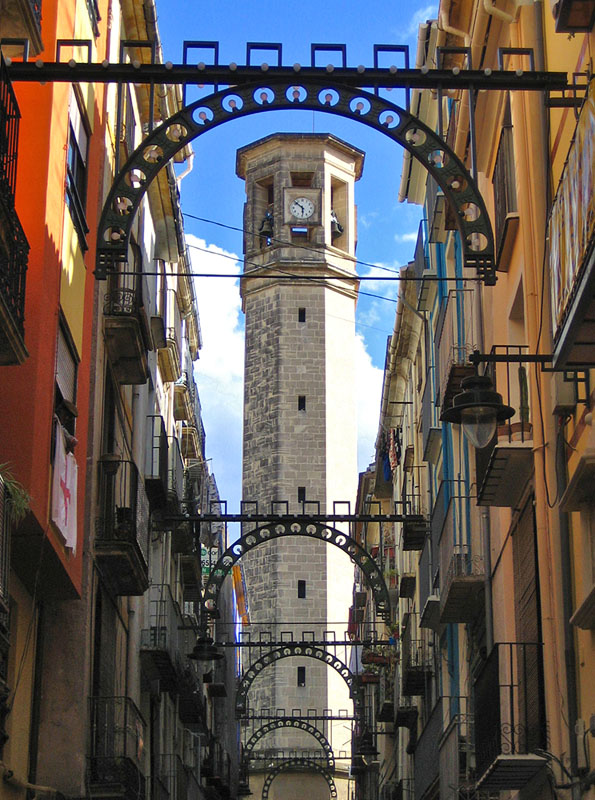
Campanar de l'església de Sant Maure, a Alcoi.

Hi ha referències a terratrèmols a Alcoi dels anys 1540 i 1541 en el segle xvi i 1615, 1620, 1621, 1644 i 1645 en el segle xvii. El terratrèmol del 2 de desembre de 1620 va ser especialment violent. Un arc de l'església parroquial es va obrir, s'arruïnaren tres de les quatre torres del convent de Sant Agustí, es va afonar el seu cor soterrant set religiosos i les capelles. El convent de Sant Francesc va haver de ser abandonat i unes quantes cases i llenços de la muralla es van afonar provocant vint-i-dues víctimes mortals. El Santíssim es va instal·lar fora de l'església parroquial i del convent de Sant Francesc.
La nit del dos al tres es va produir un altre terratrèmol de menor magnitud el que va provocar que el dia tres es reunira el consell per a triar un sant patró protector sent triat Sant Maure màrtir per ser el sant del dia, a proposta del vicari parroquial. El 18 de desembre de 1621 va ser oficialment lliurada una relíquia (una secció del dit menut) del cos soterrat al Col·legi del Corpus Crhisti de València per a ser venerada a Alcoi i el 21 de novembre de 1626 es va col·locar la primera pedra del futur temple de Sant Maure a l'oliverar on va estar exposat el Santíssim prop del convent de Sant Francesc durant els terratrèmols de 1620.
Si bé antigament el dia 3 de desembre se celebrava una processó, en l'actualitat tots els actes se celebren en el recinte de l'església. Des de 1920, la festa al patró d'Alcoi Sant Maure està organitzada per l'Associació de Sant Maure Màrtir; en l'actualitat, la festa també té una vessant solidària, ja que cada any la seua Associació organitza nombrosos actes benèfics, com donacions de sang, captació de donants d'òrgans, recollida de joguines per a la Creu Roja i aliments de primera necessitat, i un festival anual teatral solidari anomenat "Somriures per somriures".